# 懷恩多特縣 (堪薩斯州)
懷恩多特县（英語：Wyandotte County，縮寫WY），當地人稱，是位於美国堪薩斯州東部的一個縣，東鄰密蘇里州；密苏里河與堪萨斯河分別在東北和西南方流過並在州界上匯合，面積403平方公里，是該州面積最小的縣。根據2020年美國人口普查，共有人口16萬9,245人。縣治堪薩斯城（縣市政府已經實現合併）。
該縣成立於1859年，縣名來自懷恩多特族。